# 방글라데시-스리랑카 관계
방글라데시-스리랑카 관계는 방글라데시와 스리랑카 간의 양국 관계를 의미한다. 양국은 무역과 투자 등을 바탕으로 대체로 우호적인 관계를 유지해 왔다. 방글라데시는 다수의 스리랑카 유학생을 수용하고 있다.

## 역사
두 남아시아 국가는 영국의 식민지배 이전부터 역사적으로 연결되어 있었다. 스리랑카의 고대 팔리어 연대기에서 처음 언급된 국왕은 오늘날 방글라데시에 위치한 방가 왕국 출신의 조상을 가진 것으로 전해진다. 스리랑카에서는 방글라데시 불교도들이 부처의 유물로 전한 것으로 여겨지는 머리카락 몇 가닥이 포야 데이라는 불교 공휴일에 숭배된다.
방글라데시 독립 전쟁 동안 스리랑카는 파키스탄의 분열을 자신들의 사례로 보았고, 인도가 그 강화된 힘을 미래에 자신들에게 사용할 것을 우려했다. 시리마보 반다라나이케의 좌파 정부는 비동맹 외교 정책을 유지했음에도 전쟁 중 파키스탄을 도왔다. 파키스탄 항공기는 인도 영공을 사용할 수 없어 인도를 우회해 장거리 비행을 했고, 카투나야케의 반다라나이케 국제공항에 들러 연료를 보급받은 후 동파키스탄으로 향했다.
2008년 8월, 양국 정상은 무역, 투자, 문화 교류 강화를 위해 새로운 항공편 개설을 논의했다. 스리랑카는 방글라데시의 의류 및 금융 부문에 투자하고 있으며, 향후 다양한 분야로 확대할 계획이다. 방글라데시는 많은 스리랑카 의대생들을 수용하고 있고, 양국 국민 간 친선을 위한 수단으로 크리켓도 활용되고 있다.
2015년, 스리랑카는 2012년 라무 폭력 사태 이후 재건된 사찰들에 30개의 사마디 부처상을 기증했다.

## 군대
양국 관계를 강화하고 해군 간 협력을 강화하며 스리랑카 해군 인력을 방글라데시로 유학 보내기 위한 논의가 있었다. 방글라데시 해군 함정들은 친선을 위해 스리랑카를 방문하고 있다.

## 경제
방글라데시-스리랑카 공동 실무 그룹은 무역 증대를 위해 2013년에 구성되었다. 양국은 해운 협정 체결에 합의하였다. 2013년, 양국 간의 양자 무역은 1억 달러를 돌파하였다.
2021년, 방글라데시는 외환보유고에서 최소 2억 달러를 스리랑카에 대출해 주기로 합의하면서 자국 역사상 처음으로 채권국이 되었다. 이 대출은 통화 스와프 협정의 일환이었다.